# Pamphobeteus nigricolor
Pamphobeteus nigricolor là một loài nhện trong họ Theraphosidae.
Loài này thuộc chi Pamphobeteus. Pamphobeteus nigricolor được miêu tả năm 1875 bởi Ausserer.
Bản mẫu:Thể loại Commonsklein

## Hình ảnh

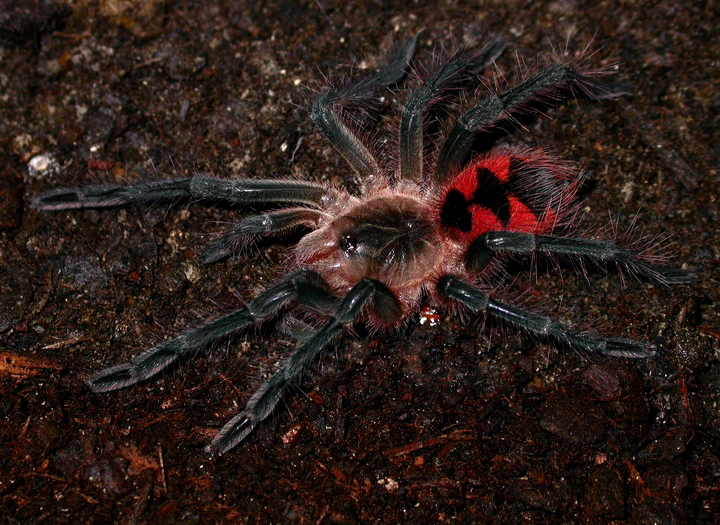
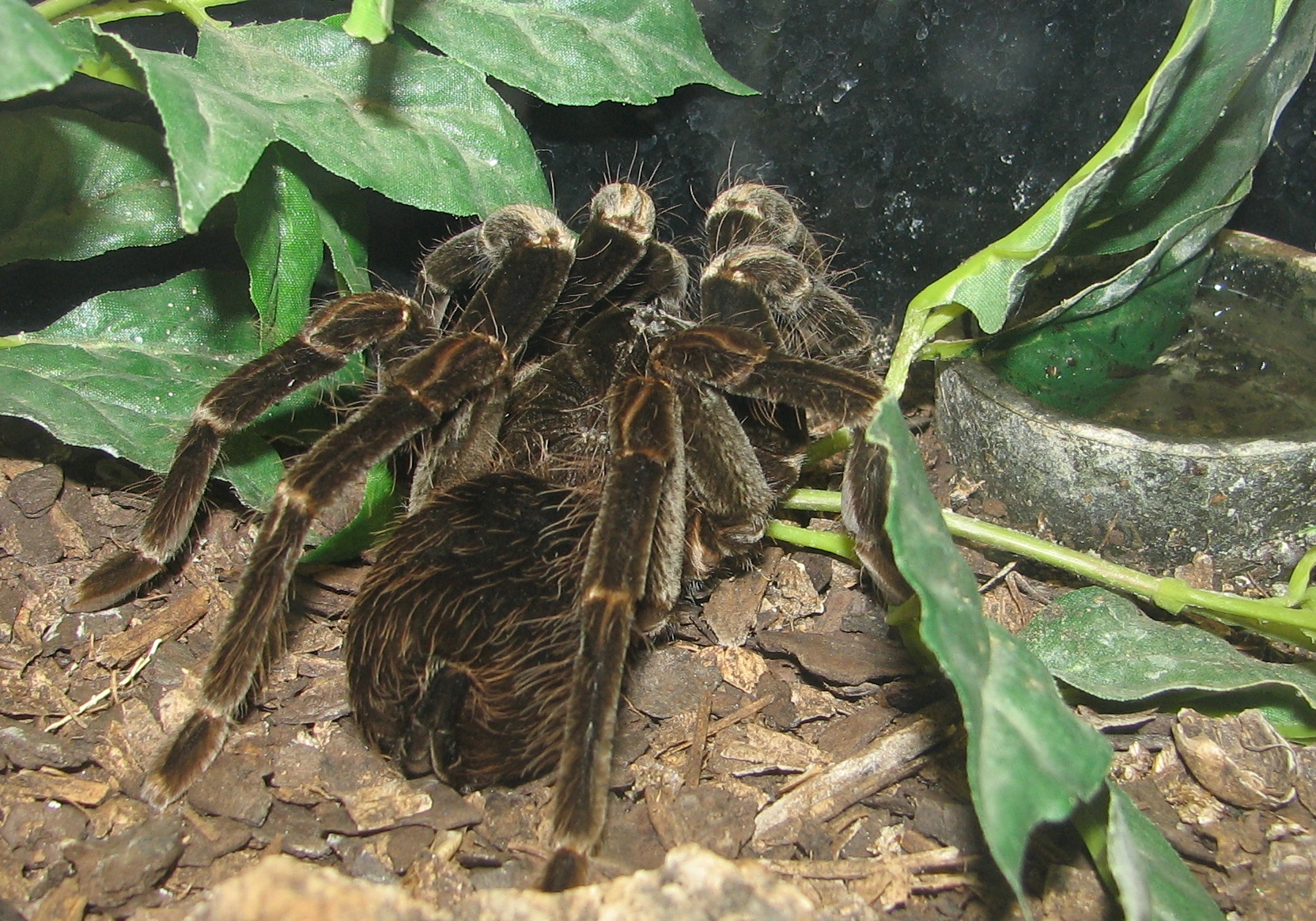
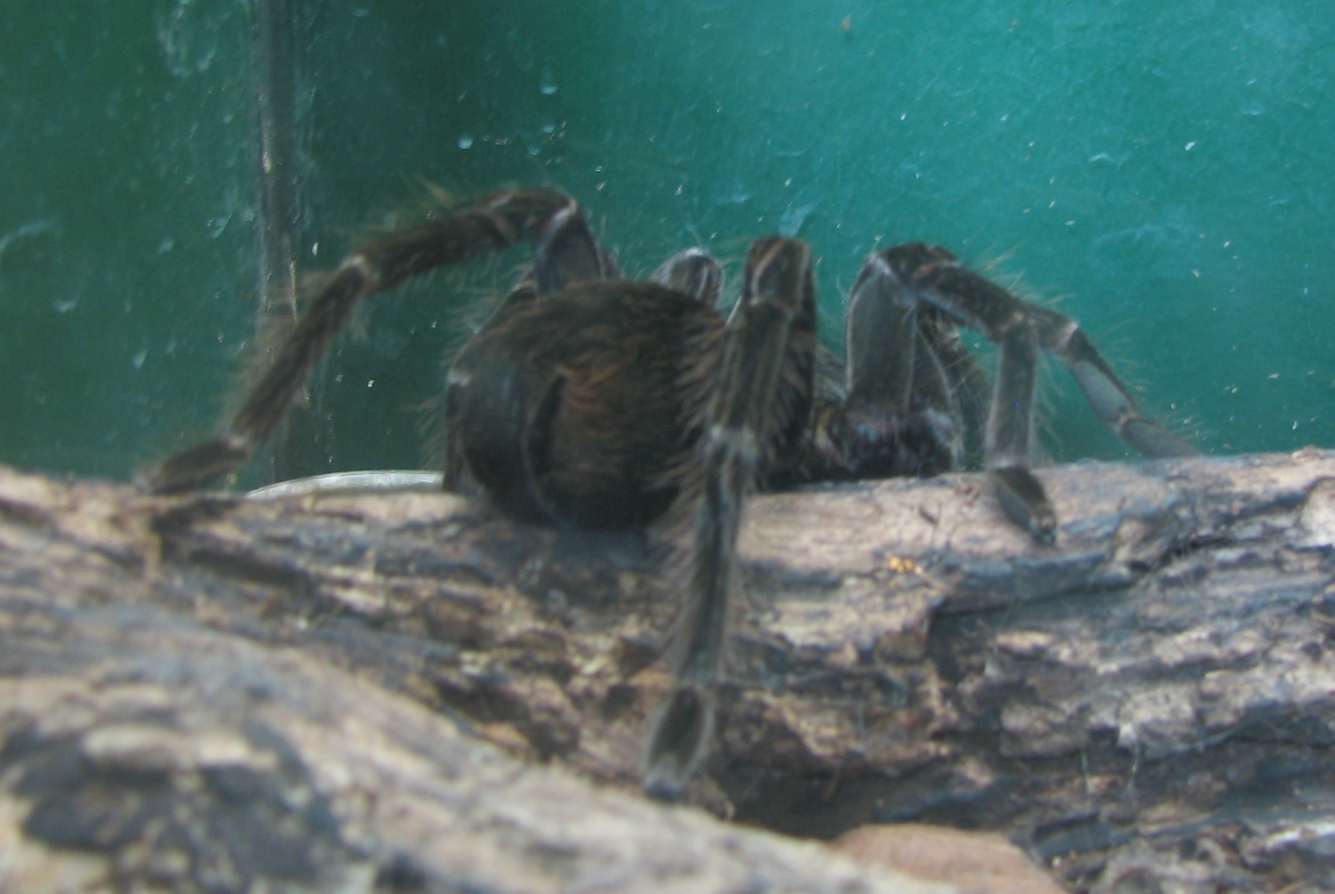